# تاتینا سوسنا-سارنو
تاتینا سوسنا-سارنو (لهستانی: Tatiana Sosna-Sarno؛ زادهٔ ۱۶ سپتامبر ۱۹۵۴) بازیگر اهل لهستان است.
از فیلم‌ها یا مجموعه‌های تلویزیونی که وی در آن‌ها نقش داشته است، می‌توان به سرنوشت‌های لهستانی، سرگذشت استاد تواردوفسکی، ترانه عاشقانه‌ای برای یانوشِک، چهل‌ساله، خانه کشیش، اجاره‌نشین‌ها، ع چون عشق،  طایفه، خیابان فرعی ۴، مرد آهنین، صفر-هفت، به‌گوشم و مارپیچ اشاره نمود.